# Xã Moylan, Quận Marshall, Minnesota
Xã Moylan (tiếng Anh: Moylan Township) là một xã thuộc quận Marshall, tiểu bang Minnesota, Hoa Kỳ. Năm 2010, dân số của xã này là 98 người.